# Pa d'or

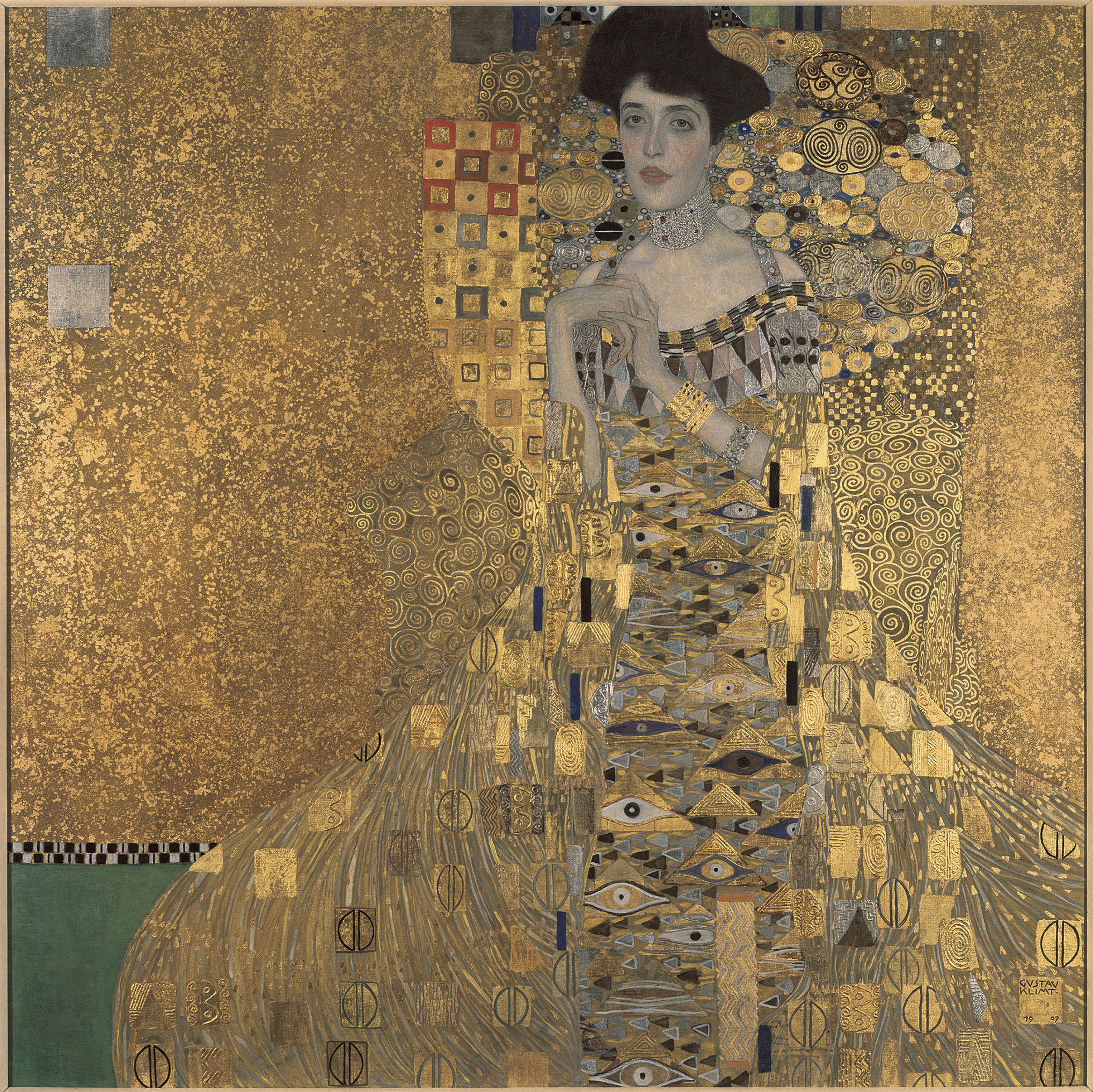
Ús del pa d'or en una quadre d'art modern fet per Gustav Klimt el 1907.

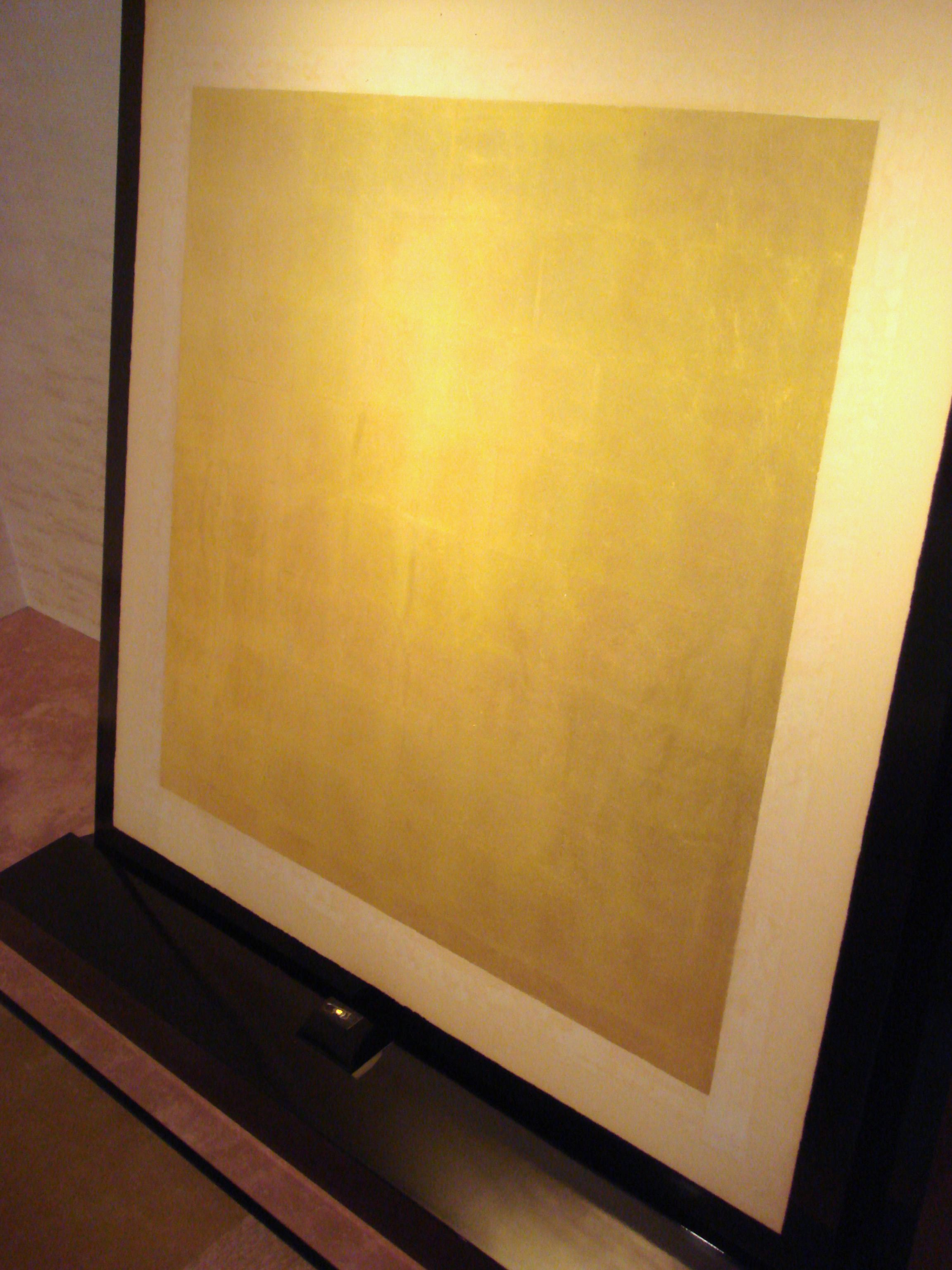
Una palleta d'or de 5 mm de diàmetre (a baix) es pot ampliar mitjançant el martelleig en una làmina d'or d'uns 0,5 metres quadrats. Museu de l'or de Toi, Japó.

Pa d'or és el full molt prim d'or batut usat tradicionalment com a decoració per daurar a diferents arts, per exemple en escultures, icones, retaules, orfebreria, mobiliari i superfícies arquitectòniques tant exteriors com interiors. A més a més de les fulles d'or també existeixen en argent, coure o alumini, dependent de com es vulgui l'acabament final daurat o platejat.
La major part es fabrica a Alemanya i a Itàlia, i es presenta en llibrets de 20 o 25 fulls, separats amb paper i d'una mida entre 5 x 5 o 8 x 8 cm. Les làmines de pa d'or són extremament fines i s'obtenen a base de martellejar les planxes d'or i amb roleus i antigament els batifullers, col·locaven les planxes entre membranes d'animals i es reduïen amb cops de martell fins a uns 0,006 mm.

## Tipus
Es pot trobar en dos tipus: 
- l'anomenat «or fi» a partir de 18 quirats, si bé els més habituals són de 22/24 quirats. Es presenten en fulles de 5 x 5 o 8 x 8 cm. La làmina de «pa d'or fi» es talla sobre un coixinet de d'isard fina. El tall es realitza amb un ganivet especial de daurador de fulla ampla que serveix de pala per agafar l'or des del llibret fins al coixinet, una vegada tallat l'or a la mida necessària, s'eleva i trasllada a l'objecte a daurar pel mig d'un pinzell pla de pèls de marta o similar.[2] Dins d'aquesta classificació les diferents pureses tenen noms propis:
  - «or llimona», de 18 quirats, molt poc utilitzat per la seva baixa qualitat.
  - «or taronja», el d'ús més estès, de 23 quirats, que es presenta en tres subtipus diferents depenent del gruix de la fulla: el «or doble», realitzat gairebé sempre per encàrrec, amb un pes d'entre 13,5 grams i 15 grams el miler de pans; l'«or semidoble» amb 12,5-13,5 grams el miler i l'«or senzill» amb un pes entre els 10 i els 12,5 grams.
  - «or fi de 22 quirats», força habitual en restauració, d'un to groc verdós molt fred.[3]

- l'anomenat «or fals» que es presenta en fulles de 14 x 14 cm, amb un gruix més gran i que encara que l'aspecte és molt semblant es compon d'un aliatge de coure, estany o zinc.[4] En ser més gruixut és molt més fàcil d'emprar, àdhuc pot col·locar-se amb les mans. Perquè no ennegreixi cal donar-li sempre un acabat amb un vernís transparent perquè ho aïlli de la humitat.[5]

Al marge de l'or en pans, hi ha al mercat una altra varietat d'or de 23 quirats conegut amb els noms d'«or transfer», «or patentat» o «or per daurar al vent» que s'empra principalment per daurats exteriors i compta amb un gruix aproximadament el doble que el full comú per tal de suportar el desgast i l'exposició a agents atmosfèrics. Aquest or es presenta adherit a fulls de paper de seda i es transfereix a la superfície a daurar prèviament humitejada amb aigua (el que permet el posterior
brunyit) o mordent, com si es tractés d'una calcomania.

## Tècniques de producció
Actualment, el procediment artesanal d'obtenció de pans d'or no varia gaire dels antics. Els batifullers actuals utilitzen com a matèria primera l'or de 24 quirats que normalment adquireixen a pes en forma de raspadures, planxes, retalls, etc.
Es procedeix a la fosa en un gresol que s'introdueix a la forja. Amb el gresol roent es procedeix a l'agitament de l'or consistent a remoure l'or amb l'ajuda d'un agitador també posat roent. Aquest agitat serveix perquè les impureses que pugui tenir l'or es vagin adherint a les parets i al fons del gresol, així com a la punta de l'agitador. A continuació es realitza el modelat de l'or consisteix en l'abocament de l'or fos en un motlle per aconseguir un lingot d'or d'1 centímetre d'ample. A partir dels lingots comença el laminat, un procés que es realitza mitjançant una màquina laminadora, on el lingot d'or és introduït entre dos corrons situats en horitzontal. El lingot es passa de darrere cap a davant, en sentit longitudinal, repetides vegades fins a aconseguir que s'estiri i el seu gruix es redueixi. Aquesta acció es realitza amb molta lentitud i cura, deixant pauses entre passades a fi d'evitar que l'or s'escalfi per la fricció i s'esquerdi en perdre mal·leabilitat. El laminat es combina amb l'operació de recuit, consistent a tornar a escalfar l'or roent durant uns segons per evitar també d'aquesta manera que s'esquerdi. Al final del procés de laminat, la planxa obtinguda es talla en tires d'1 centímetre d'ample per 4 centímetres de llarg; es repeteix l'operació aquesta vegada es fa a l'ample per aconseguir plaques quadrades d'uns 4 centímetres de costat. Aquestes es tallaran per la meitat obtenint plaques de 2x2 centímetres que s'intercalen, cadascuna d'elles, amb un dels fulls del devastador, un bloc de fulls de 8x8 centímetres. Un cop introduïdes es col·loca una planxa de pergamí a cada costat, formant una mena de llibre i donant pas al batut.

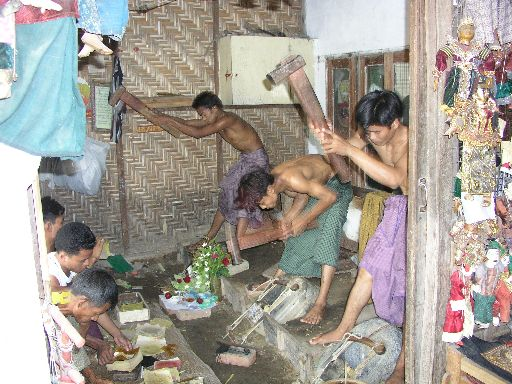
Procés actual de batut de l'or

El batut consisteix a colpejar el devastador, col·locat sobre una pedra de batre, amb un martell gruixut i pesat des del centre cap als seus extrems, repartint bé els cops perquè l'or s'expandeixi cap als extrems. Una vegada que l'or depassa les vores del devastador es procedeix a realitzar un tall de les rebaves, eliminant l'or sobrant.
Cada làmina obtinguda es tallarà doblegant sobre si mateixa en dues ocasions, per aconseguir de cadascuna quatre peces de 4x4 centímetres. A continuació s'introduirà a la soldada, instrument pràcticament igual al devastador però les fulles tenen una mida de 9x9 centímetres. Després de realitzar el batut de la soldada es procedirà al tallat de les làmines d'or donant com a resultat fulles d'uns 4,5 x 4,5 centímetres.
L'última fase consisteix en un nou batut aquesta vegada en l'anomenat motlle, les fulles són de 12x12 centímetres. En aquesta ocasió el batut es realitza utilitzant tres martells, començant amb el més petit i acabant amb el més gran. La finalitat d'aquesta operació no és que l'or sobrepassi les vores del motlle sinó en aconseguir que el gruix de cada pa estigui igualat i no tingui irregularitats ni trencaments. Cada pa se situa sobre el coixí mitjançant unes pinces de bambú i s'estira, tallant un dels seus costats per crear el marge i traslladant-se a continuació al llibre patró amb el marge situat a l'interior del llibre. El llibre patró és un llibret realitzat en paper de seda amb una mida de 8x8 centímetres i una capacitat per a 25 pans, les fulles estan enguixades per les dues cares per tal que l'or no s'enganxi i es conservi sense humitats. Quan el llibre ja conté els 25 pans, es tanca i es tallen les rebaves sobrants, obtenint pans de 8x8 centímetres que es passaran a l'anomenat llibre de venda, amb fulles més grans (9x9 centímetres) que permetran que l'operació de treure els pans del llibre.

## Tècniques d'aplicació

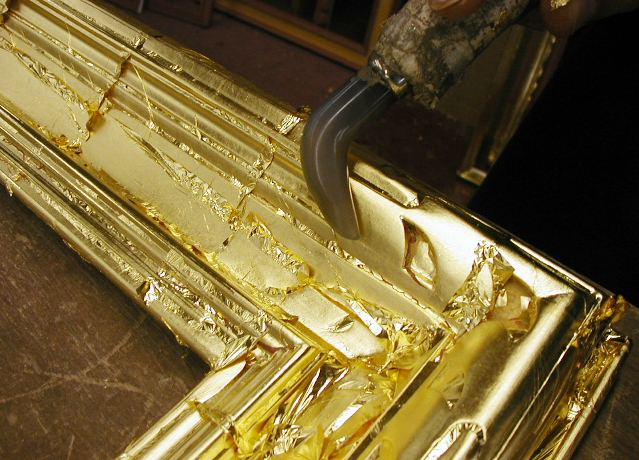
Brunyidor d'àgata

L'aplicació del pa d'or «a l'aigua», ha de ser sobre una superfície preparada amb una capa de guix i cola de conill i sobre aquesta primera capa polida, es cobreix amb altres set o vuit capes de bol d'Armènia de color vermellós, molta molt fina mesclada amb cola de peix, que s'ha de polir amb un drap de cotó fins a aconseguir una superfície tota llisa sense cap imperfecció. És aleshores quan es poden anar aplicant les làmines d'or sobre una zona prèviament humitejada amb aigua amb un pinzell i finalment ha de brunyir-se amb una pedra d'àgata per treure la brillantor a l'or, aquesta operació ha de fer-se quan encara no estigui sec tot l'or.
Pot realitzar-se una altra tècnica anomenada a la «sisa» o «mordent», s'usa amb l'emprimació d'una capa de l'adhesiu anomenat mixtió, i s'ha d'esperar que adquireixi el grau de sequedat just per poder aplicar les fulles del pa d'or, aquest punt es reconeix quan arrossegant el dit sobre la superfície es produeix una espècie de xerric.

## Història
El seu origen se situa a l'orient de d'on arriba cap al continent europeu a través de la cultura grega. Els etruscs desenvolupen la tècnica a la península Itàlica on el romans l'estenen a l'època imperial implantant el costum de daurar parets i sostres de les cases patrícies. Aquesta activitat apareix documentada als escrits de Dioscoride, un metge militar del segle I i també al Naturalis Historia de Plini. Cap al segle V aC ja es produïen làmines de 0,4 mm. que s'aplicava sobre metalls lleugerament brunyit i fixat per escalfament.
Els egipcis també el varen emprar a finals del mil·lenni III aC amb làmines d'or molt pur i mal·leable que obtenien martellejant amb malls de fusta sobre or reescalfat.
La primera descripció escrita de la tècnica se situa al segle xii en el tractat de Teòfil anomenat De Diversis Artibus o Diversarum Artium Schedula. Cennino Cennini al seu Codice Laurentinus o Il libro dell'arte, escrit el segle xiv i publicat el 31 de juliol de 1437, descriu les tècniques de producció i aplicació del pa d'or a l'art.
Durant bona part de l'edat mitjana cada artista es produïa el seu propi pa d'or. Però a partir del segle xiv a les ciutats europees va començar a abundar l'ofici del batifuller, també anomenat "tirador d'or", com artesà especialitzat en batre el metall fins a convertir-lo en fines làmines. Els contractes per a la realització de retaules fixaven clàusules definint el gruix i la puresa dels fulls d'or a fer servir: els capítols eren molt precisos amb referències a la qualitat com "or molt fi", "sense que se'n trobi or trencat", "or pla i no embotit", "or i no plata colrada", etc., utilitzant l'expressió "molt pujat" per definir l'or de 24 quirats. Aquest aspecte pren encara més importància amb el barroc a partir del segle xvi quan en els retaules el cost del daurat representava entre una quarta part i la meitat del cost total.